# Girificació
La girificació és el procés de plegament de l'escorça cerebral dels mamífers durant el desenvolupament embrionari i postnatal primerenc.
Les neurones del còrtex resideixen en una capa de matèria grisa de només 2-4 mm de gruix, a la superfície del cervell. Gran part del volum interior està ocupat per substància blanca, que consisteix en llargues projeccions axonals cap i des de les neurones corticals que resideixen prop de la superfície. La girificació permet una superfície cortical més gran i, per tant, una major funcionalitat cognitiva sense necessitat d'augmentar la mida cranial.
El conjunt de circumvolucions o crestes reben el nom de gyri, mentre que els solcs s'anomenen sulci. Durant el procés de girificació, ambdós són formats en la superfície externa del cervell, entre la matèria grisa i el líquid cefalorraquidi.
Un grau baix de girificació rep el nom de lissencefàlia. Per altra banda, hi ha diversos defectes congènits relacionats amb una mala formació dels plegaments; paquigíria quan les circumvolucions són inusualment gruixudes, o polimicrogíria quan són massa petites, provocant un replegament anòmal en les capes interiors.
El nom girificació a vegades també s'utilitza en un context més ampli per referir-se als plegaments del cerebel d'altres vertebrats, o bé els neuropils al càlix, estructura cerebral de determinats artròpodes.
En la majoria de mamífers, la girificació es produeix durant el desenvolupament fetal, i és especialment prominent en cetacis, primats i ungulats. Generalment, augmenta amb la mida cerebral seguint una relació potencial positiva. Per això, les espècies amb un cervell placentari petit tendeixen a ser lissencefàliques, com ara els rosegadors, mentre que les espècies amb cervell més gran habitualment són girencefàliques. Per altra banda, els animals carnívors també tendeixen a tenir major girificació que els herbívors. En alguns animals, per exemple les fures, el procés de girificació continua més enllà de l'etapa postnatal.

## Girificació en humans
En humans, no tots els gyri es formen al mateix temps. El procés de girificació comença durant aproximadament la desena setmana de gestació, i posteriorment hi ha una formació secundària i terciària de gyri durant el desenvolupament del fetus. El procés d'expansió del teixit és sincrònic entre els dos hemisferis, i les arrels dels solcs mantenen una posició relativament estable al llarg del procés. Un dels primers sulci en formar-se és el solc lateral (també conegut com a fissura Sylvian), seguit d'altres com el solc central, que separa el còrtex motor (precentral) del còrtex somatosensorial (postcentral). La majoria de crestes i solcs es comencen a formar entre les setmanes 24 i 38 de gestació, i continuen formant-se i madurant després del naixement.

## Avantatges evolutius
Es creu que un avantatge de la girificació és l'augment de la velocitat de comunicació de les cèl·lules cerebrals, ja que els plecs corticals permeten que les cèl·lules estiguin més a prop les unes de les altres, requerint menys temps i energia per transmetre impulsos elèctrics neuronals, anomenats potencials d'acció. Hi ha proves que suggereixen una relació positiva entre la girificació i la velocitat de processament de la informació cognitiva, així com una millor memòria de treball verbal.
L'increment de l'àrea superficial relativa al volum i la disposició laminar de l'escorça cerebral permeten un augment del nombre de connexions neuronals, que es reflecteixen en el desenvolupament funcional i tenen correlació amb la intel·ligència general de l'individu.
Un altre avantatge evolutiu de la girificació és que permet un crani més compacte, el que facilita el procés del part.

## Mecanisme
Tot i que s'ha trobat que el procés de girificació està parcialment determinat per factors genètics, encara es desconeixen els mecanismes biomecànics concrets que hi estan implicats. Tot i això, el procés de plegament pot ser explicat en conseqüència de forces no isotròpiques, com el creixement diferencial de les capes corticals degut a variacions en la divisió cel·lular, la migració cel·lular, la mielització, la connectivitat cortical, l'esporga sinàptica, o el metabolisme dels fosfolípids, entre d'altres.

## Importància mèdica
Una girificació anòmala pot provocar problemes lissencefàlics, com és el cas de la paquigíria, la polimicrogíria, o la megalencefalia.
Algunes variacions menors en la formació de determinats replegaments també s'han relacionat amb determinats problemes neurològics, entre ells l'esquizofrènia, l'autisme, l'epilèpsia, la dislèxia, i el TDAH.